# Riley Brock
William Riley Brock, más conocido como Riley Brock (n. Condado de Floyd, Estados Unidos; 19 de julio de 1989), es un actor georgiano conocido por sus papeles en Todo eso y más (1994), Dance of the dead: El baile de los muertos (2008) y Slice 2 (2011).
Desde febrero de 2007 está sirviendo para la Georgia Army National Guard.

## Filmografía

### Cine
| Películas | Películas                                  | Películas   | Películas |
| Año       | Título                                     | Papel       |           |
| --------- | ------------------------------------------ | ----------- | --------- |
| 2011      | Slice                                      | Smiley      |           |
| 2011      | Slice 2                                    | Smiley      |           |
| 2008      | Dance of the dead: El baile de los muertos | Zombi       |           |
| 2006      | The Last Adam                              | Adolescente |           |

### Televisión
| Series de televisión | Series de televisión            | Series de televisión | Series de televisión |
| Año                  | Título                          | Papel                | Notas                |
| -------------------- | ------------------------------- | -------------------- | -------------------- |
| 2013                 | Bob's Burgers                   | Plumber              | Un episodio          |
| 2012                 | Workaholics                     | Big J                | Un episodio          |
| 2012                 | Dora la exploradora             | Árbol                | Un episodio          |
| 2012                 | Californication                 | Joven Hobo           | Un episodio          |
| 2011                 | De profesión duros              | Guardia de seguridad | Un episodio          |
| 2011                 | CSI: Nueva York                 | Paramédico           | Un episodio          |
| 2011                 | Zack y Cody: Todos a bordo      | Channing             | 2 episodios          |
| 2007-2011            | Hannah Montana                  | Primo del cartero    | 2 episodios          |
| 2010                 | Tiempos duros para RJ Berger    | Logan                | Un episodio          |
| 2010                 | iCarly                          | Miles                | Un episodio          |
| 2010                 | The Walking Dead                | Zombi                |                      |
| 2007                 | Trailer Park Boys               | Robby                | Un episodio          |
| 2007                 | Juvies                          | Brody                | Un episodio          |
| 2006                 | The Andy Milonakis Show         | Alfalfa              | Un episodio          |
| 2005                 | Me llamo Earl                   | Futbolista           | Un episodio          |
| 1994-2005            | Todo eso y más                  |                      | 16 episodios         |
| 2005                 | Zoey 101                        | Estudiante DJ        | Un episodio          |
| 2004                 | Drake & Josh                    | Nick                 | 3 episodios          |
| 2002                 | The Wild Thornberrys            |                      | Un episodio          |
| 2002                 | El show de Bernie Mac           | Woody                | Un episodio          |
| 2001                 | Saturday Night Live             |                      | Un episodio          |
| 1999                 | Las 100 pruebas de Eddie McDowd | Joven genio          | Un episodio          |
| 1999                 | El viaje de Allen Strange       | Michael              | Un episodio          |
| 1998                 | Kenan & Kel                     |                      | Un episodio          |
| 1998                 | Primo Skeeter                   | Joey                 | Un episodio          |
| 1997                 | Los Simpson                     |                      | Un episodio          |
| 1997                 | Hey Arnold!                     | Pecan                | Un episodio          |
| 1997                 | La banda del patio              | Niño grande          | Un episodio          |
| 1996                 | Arthur                          | Riley                | Un episodio          |
| 1995                 | Barney & Friends                | Roger                | Un episodio          |
| 1995                 | Padres forzosos                 | Little Marky         | Un episodio          |